# Parque Estadual de Itapuã
O Parque Estadual de Itapuã é uma unidade de conservação no município de Viamão, no estado do Rio Grande do Sul. Possui 5.566 hectares e foi aberto para visitação em 2002. O local abriga importância ecológica, histórica, cultural e econômica através do turismo que atraí para a região.
Localiza-se na região de encontro do Lago Guaíba com a Laguna dos Patos. Na sua porção oeste, fica em frente ao município de Barra do Ribeiro.
O parque abriga o Farol de Itapuã, também chamado de Farol de Itapuã da Lagoa.

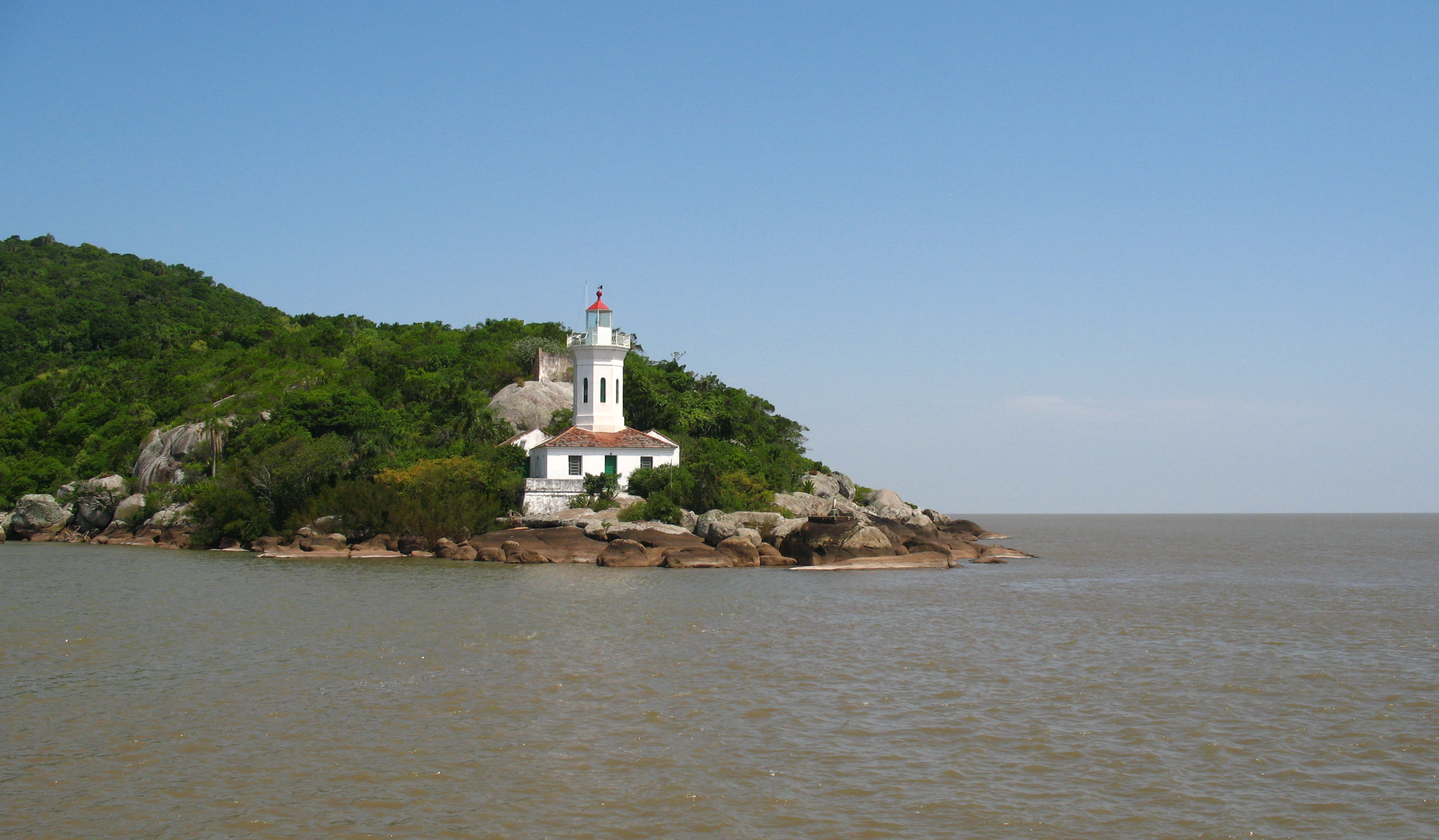
Farol de Itapuã (RS).

## Importância Histórica
O Parque Estadual de Itapuã abriga sítios arqueológicos indígenas, além de ter sido palco de episódios importantes da Revolução Farroupilha.  Já, no final do século XX, foi palco de conquistas do movimento ambientalista, capitaneadas por José Lutzenberter, que impediram a destruição ocasionada por pedreiras no local.

### Séc. XVIII - Colonização Açoriana
Por volta de 1770 a região foi colonizada por casais açorianos.

### Séc. XIX - Revolução Farroupilha
Devido a posição estratégica do local, em frente à entrada fluvial para Porto Alegre, durante a Revolução Farroupilha a área atual do Parque foi ocupada pelos farroupilhas.
No morro localizado atualmente dentro do Parque, em frente à Ilha do Junco, foi utilizado pelos farroupilhas o estratégico Forte de Itapoã, que controlava e impedia o acesso de embarcações imperais à Porto Alegre, tendo abatido muitas embarcações no período do conflito.
Em agosto de 1836, a fortaleza foi tomada por forças imperiais legalistas que aportaram no local conhecido como Porto das Pombas, conseguindo tomar e destruindo o forte dos farroupilhas.
Além do Forte de Itapoã, na área do Parque se encontram outros vestígios e construções da época deste conflito.

### Séc XX - Movimento Ambientalista
Entre a década de 1970 e 1980 o parque foi palco de uma intensa atividade extrativista do granito rosa, que ocasionou uma grande impacto ambiental por causa das pedreiras. Graças à manifestação popular e luta política de entidades ecologistas, como a AGAPAN e José Lutzenberger, em 1985 as pedreiras foram proibidas no Parque, dando início a um processo de recuperação ambiental que dura até a atualidade.

## Visitação
Ao longos dos anos, o Parque teve períodos de fechamento e abertura de visitações. Nos períodos de abertura, somente estão liberadas as visitas a Praia das Pombas e Praia da Pedreira com um número máximo de 350 visitantes por praia. Os ingressos são pagos e adquiridos na entrada do parque.
A visitação ao Parque tem como objetivo a educação ambiental e contemplação da natureza, por isso, as atividades dos visitantes possuem muitas restrições. Nas praias somente o banho em locais determinados é permitido, sendo proibido a prática de esportes como futebol, caiaque, jet ski, etc. É proibido recolher qualquer espécie de material do parque e fornecer alimentação aos animais.

## Galeria de fotos

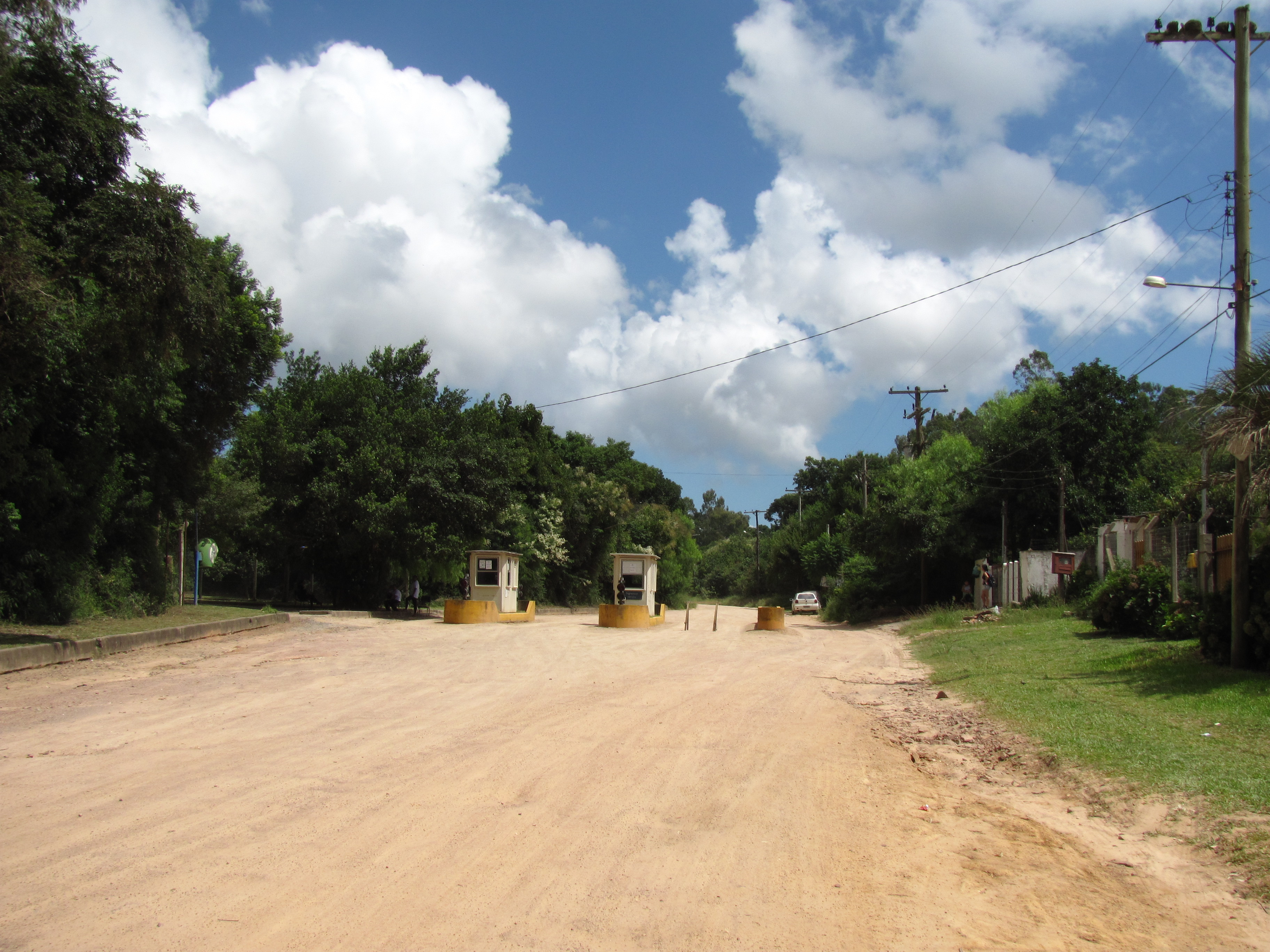
Entrada do parque
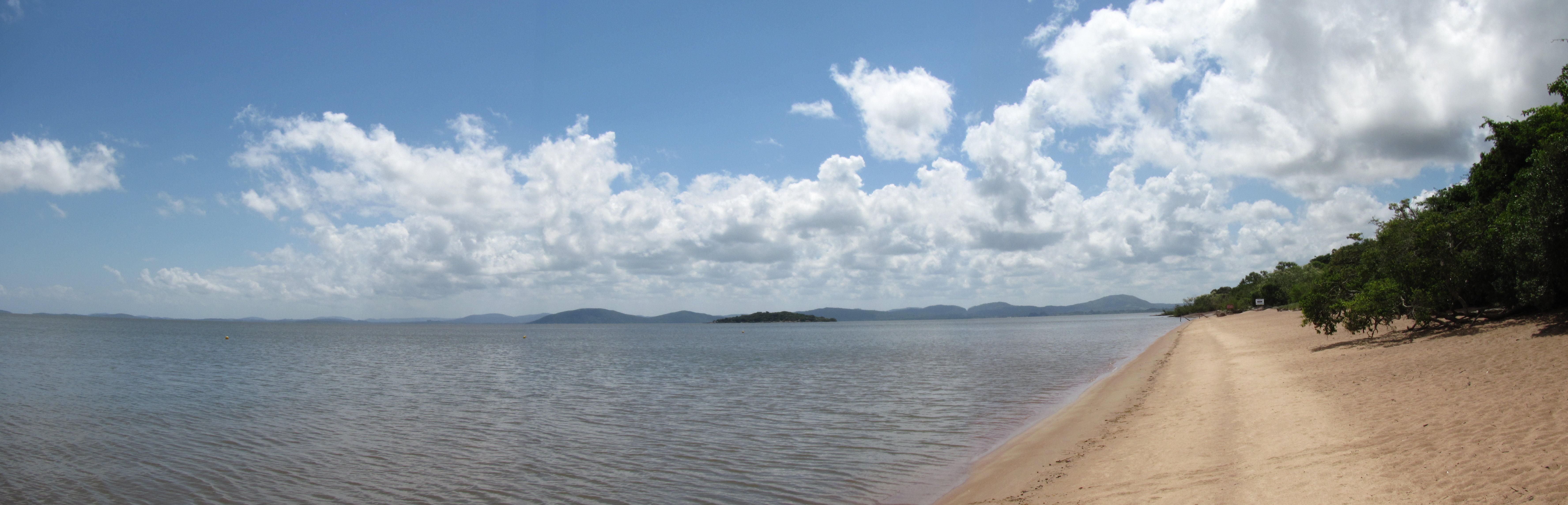
Praia das Pombas
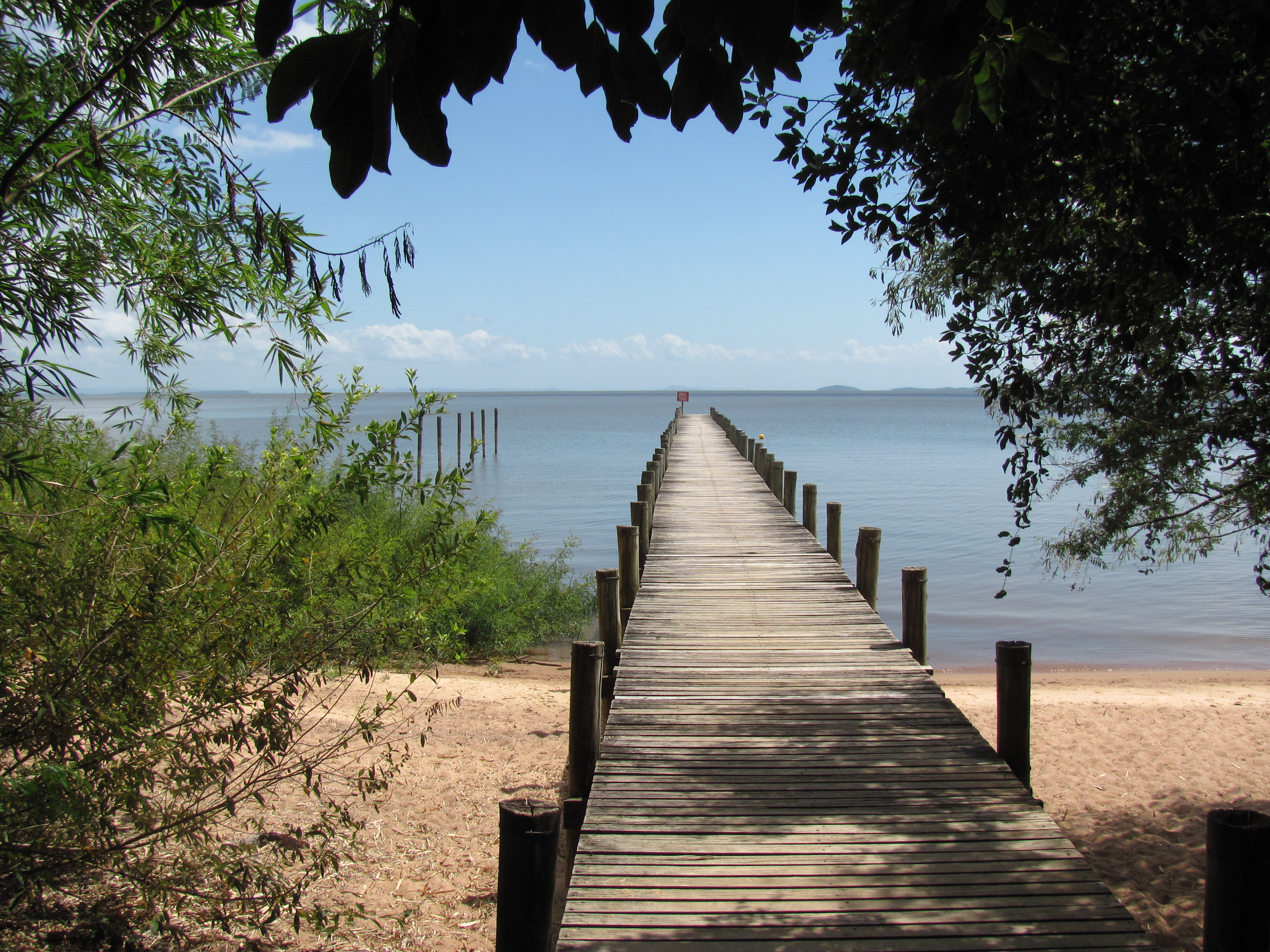
Cais da Praia das Pombas
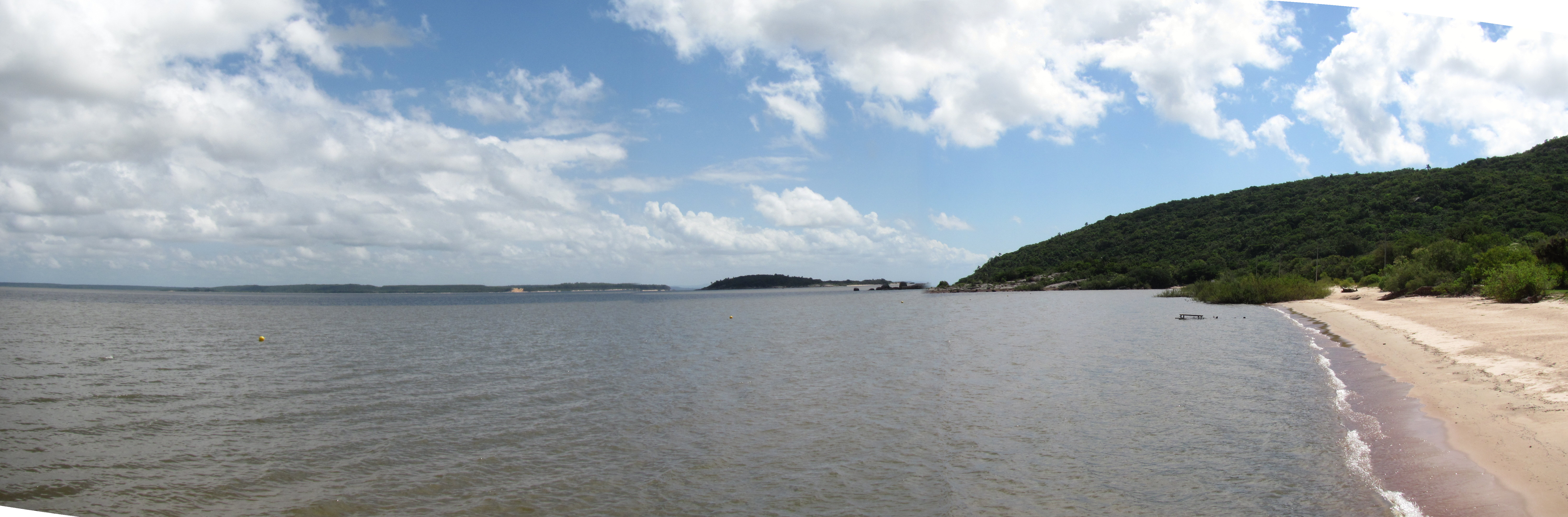
Praia da Pedreira
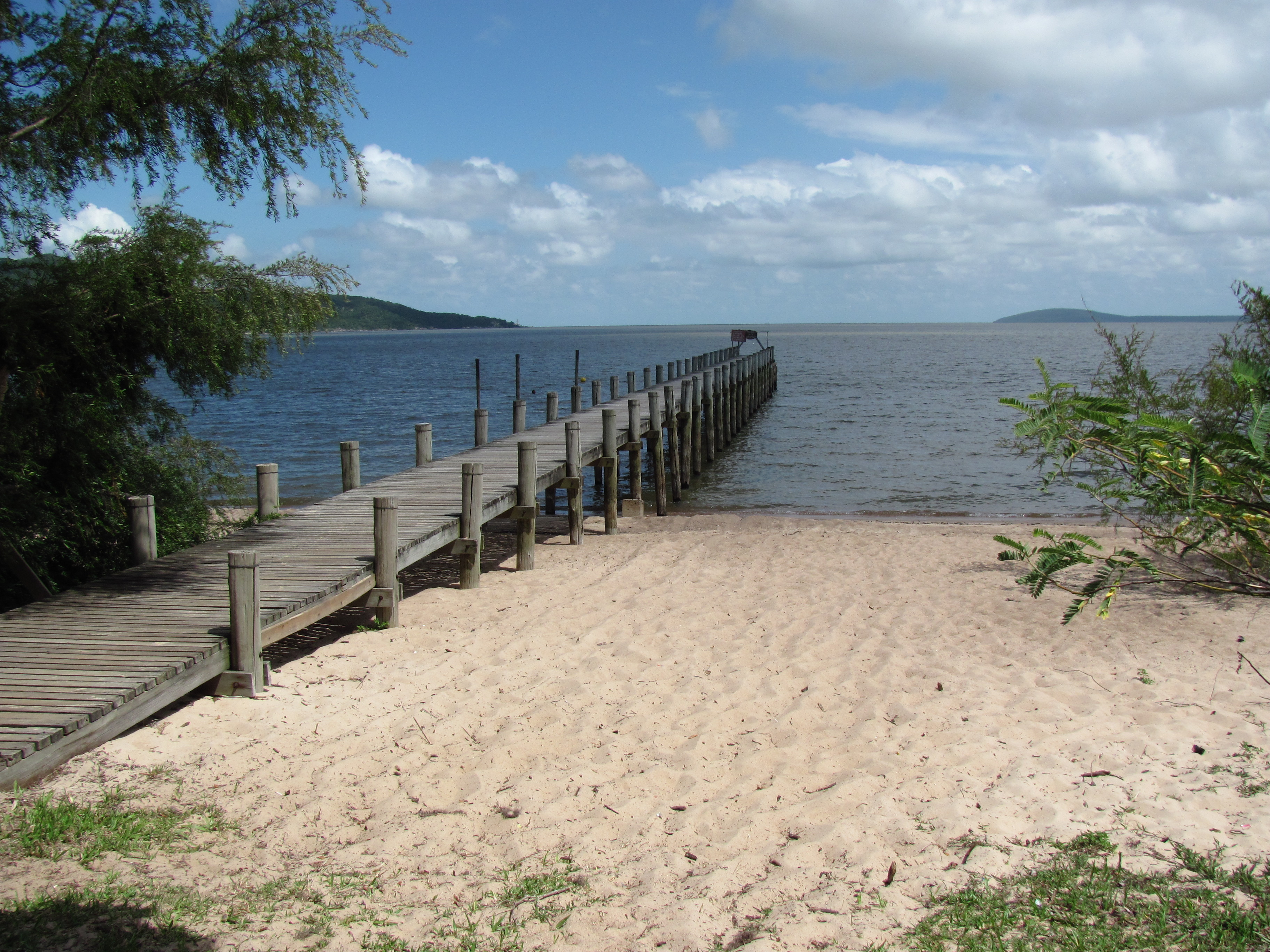
Cais da Praia da Pedreira
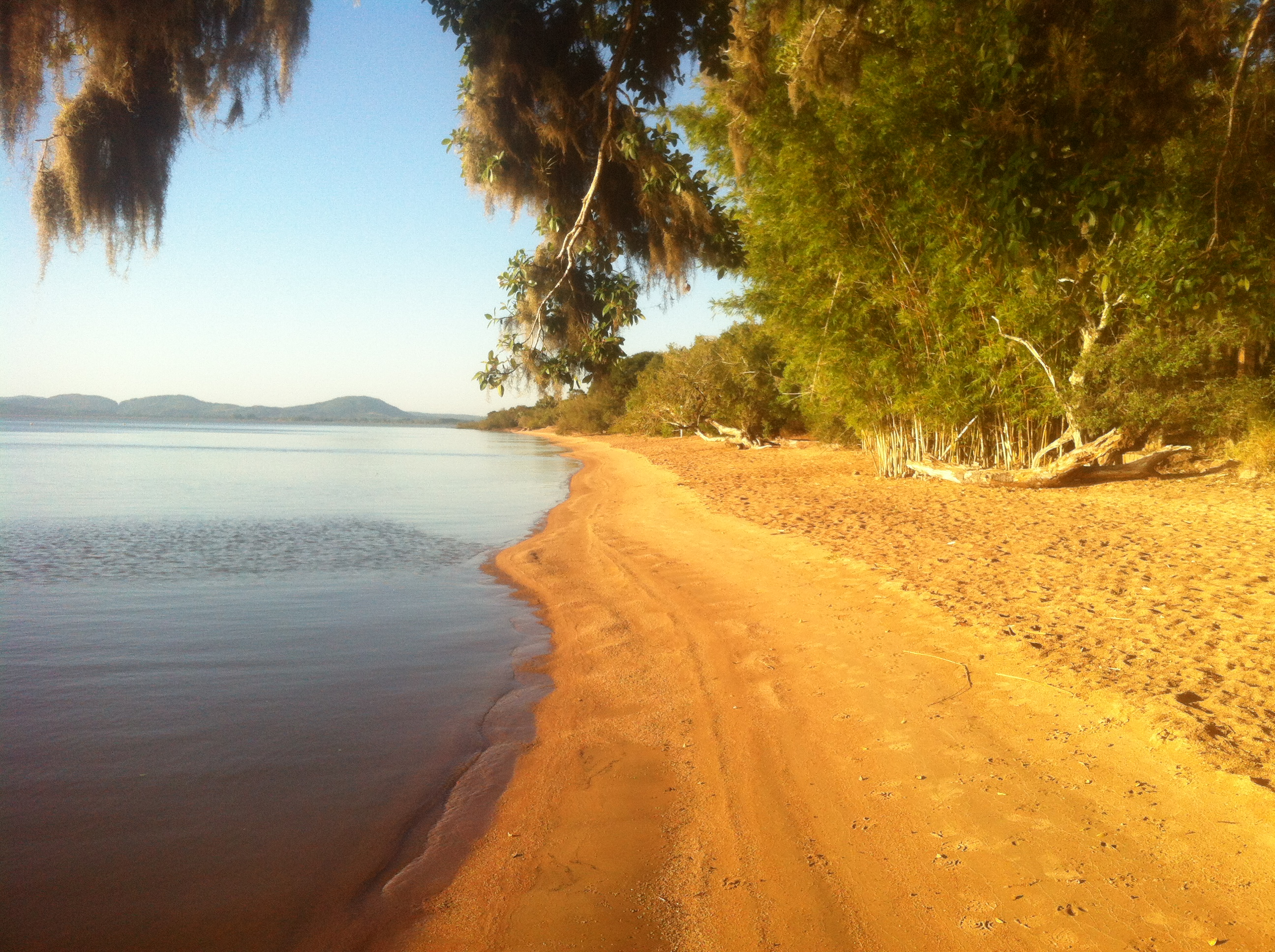
Praia das Pombas, vista para o norte
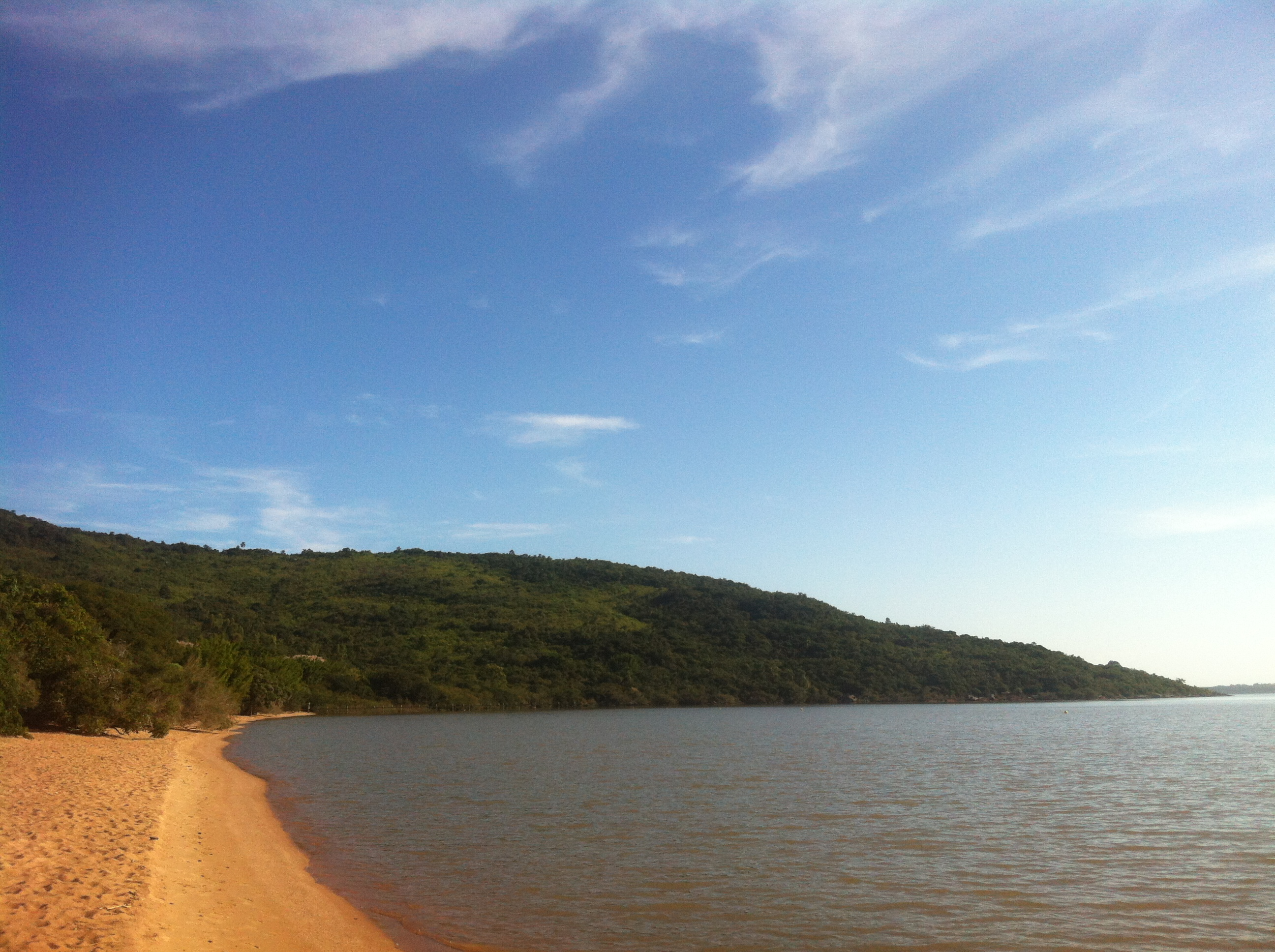
Praia das Pombas, vista para o sul
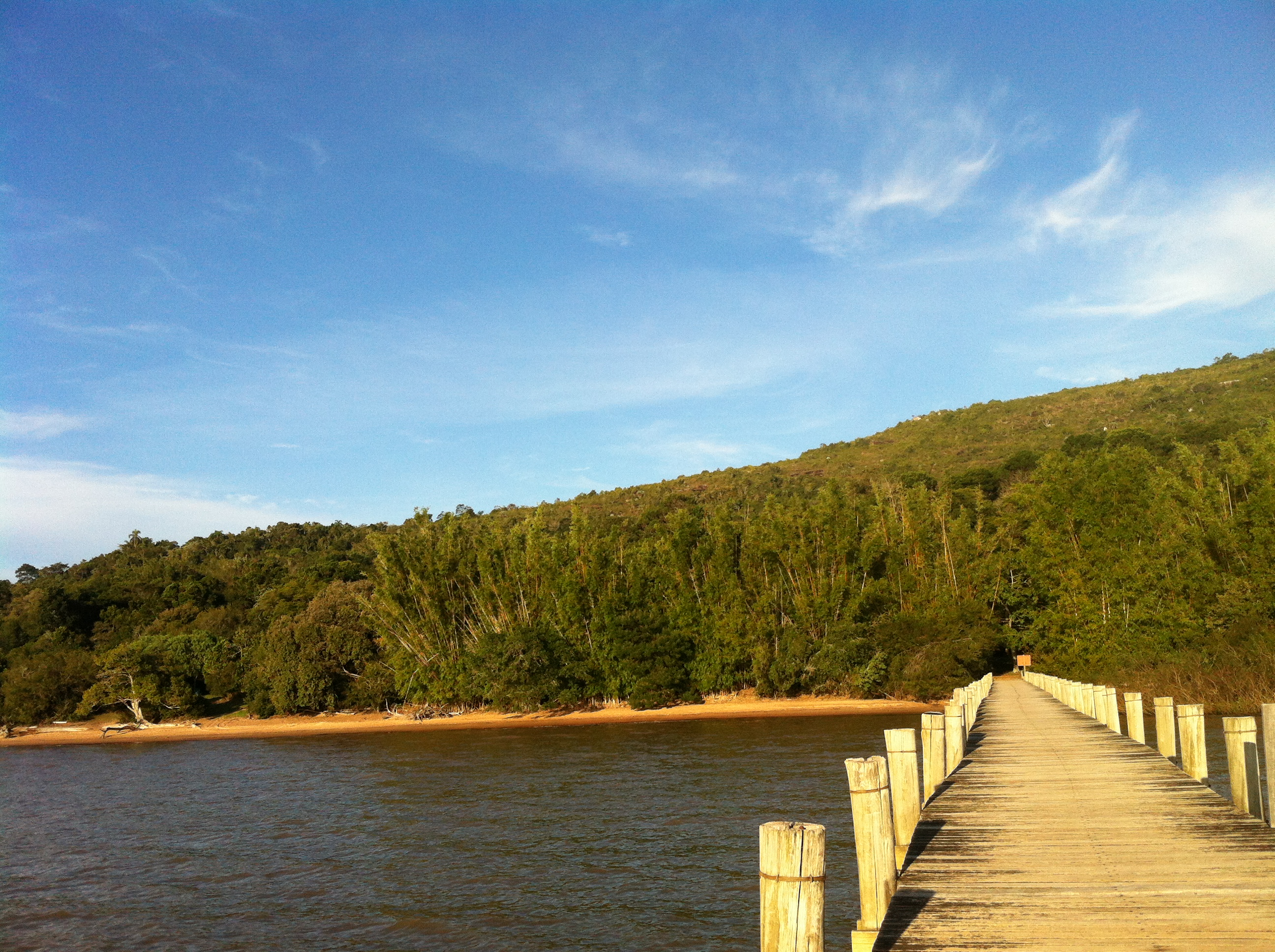
Praia das Pombas vista a partir do seu cais
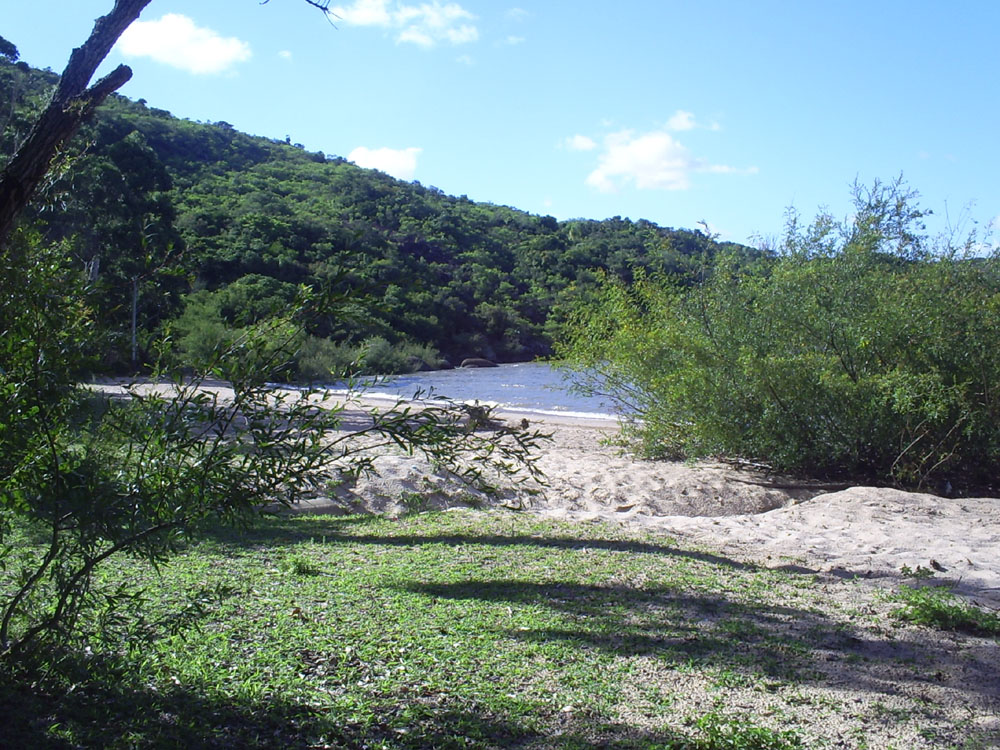
Praia da pedreira às margens da Lagoa dos Patos
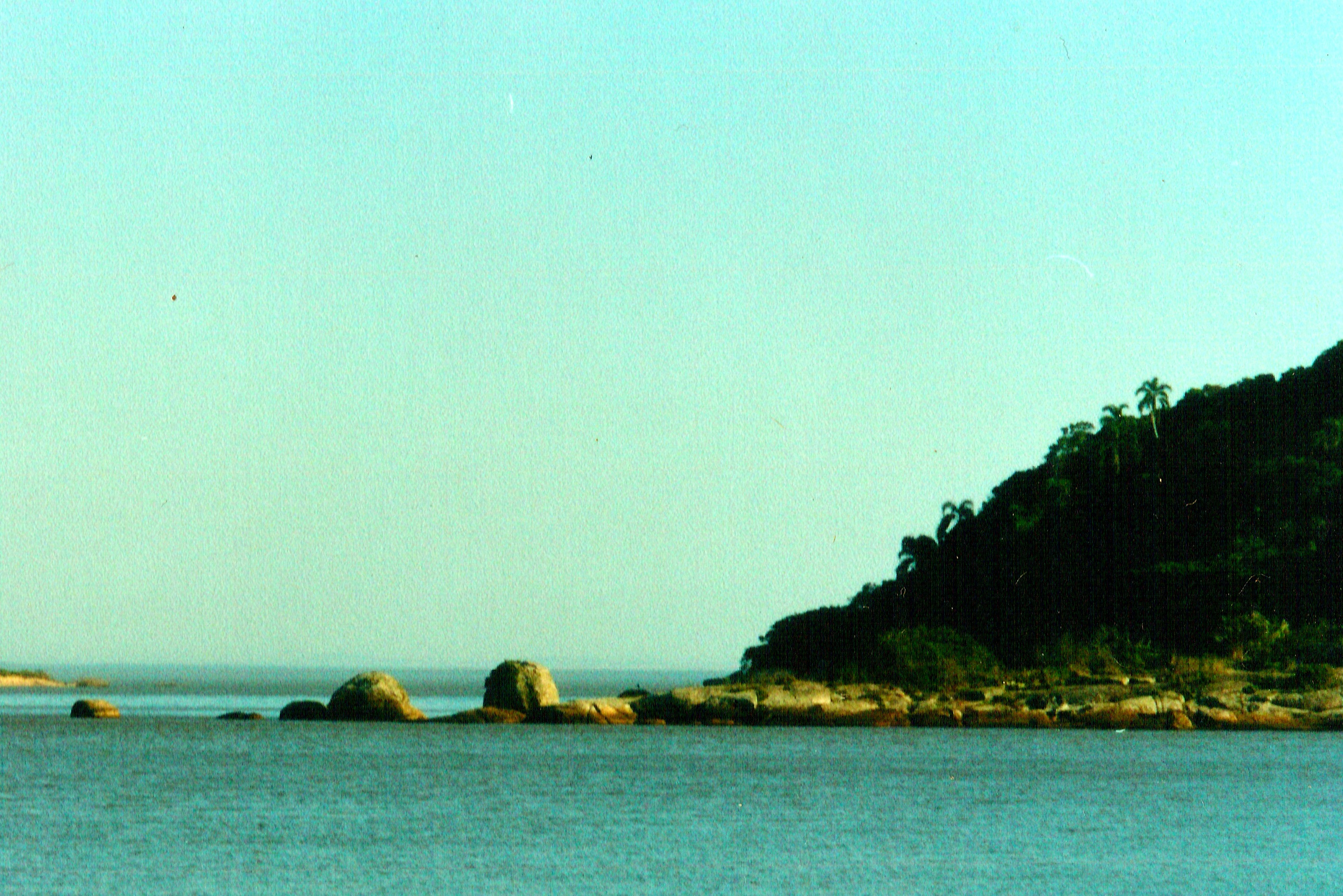
Rochas